# Fun Fun
A Fun Fun olasz női duó volt, amely 1983-ban alakult. Létrejötte Alvaro Ugolini és Dario Raimondi producereknek köszönhető. Az együttes az ún. italodisco első hullámával vált ismertté. Pályafutásuk részletei a világhálón egyelőre nem kellően tisztázottak. Ami biztos, hogy eleinte két fotómodell, Francesca Merola és Roberta Servelli léptek fel Fun Funként. Nem tudni, hogy ténylegesen énekeltek-e vagy csak az arcukat adták a produkcióhoz, ám az biztos, hogy a háttérben más énekesnők is közreműködtek a felvételeken, Ivana Spagna például később szólóban is népszerű előadó lett (Easy Lady; Call Me). A Fun Fun első slágere a Happy Station volt, amely 1983-ban az egyik legnépszerűbb európai diszkófelvételnek bizonyult. Különböző változatokban is megjelent, a táncolni vágyók tehát biztosan megtalálták az ízlésüknek leginkább megfelelőt. A siker 1984-ben folytatódott a  Color My Love és a Give Me Your Love című kislemezekkel és maxikkal, illetve a Have Fun című bemutatkozó albummal. Az 1980-as évek közepén Európában az italodisco már igen népszerű irányzat volt, és az újabb csillagok – a Scotch, a Baby’s Gang, Den Harrow, Ken Laszlo, Mike Mareen, Sabrina Salerno, Valerie Dore, Miko Mission, Albert One, Silver Pozzoli és mások – mellett a Fun Funnak is jutott még hely a slágerlistákon. 1985-ben a Living In Japan című kislemezzel örvendeztették meg a rajongóikat, egy évvel később pedig a Baila Bolero karrierjük egyik nagy slágere lett. 1987 volt az utolsó sikeresnek mondható évük: ekkor jelent meg második albumuk, a Double Fun, illetve a Could This Be Love és a Gimme Some Loving című kislemezeik. (Utóbbi dal a Clout és a Toto Coelo nevű női együttesek műsorán is szerepelt.) Ugyanebben az esztendőben egy közel 10 perces megamixben foglalták össze legsikeresebb dalaikat. Az 1980-as évek végén az italodiscóval együtt kimentek a divatból. Az 1990-es évek közepén kísérlet történt a Fun Fun feltámasztására – az egyik énekesnő ekkor Annerly Gordon volt –, de a formáció dalai iránt már nem volt akkora érdeklődés, mint egy évtizeddel azelőtt. Hébe-hóba egy-egy válogatáslemez vagy egy remix révén olykor felbukkan a poppiacon a Fun Fun név, de a slágerlistákon már nem találkozhatunk velük. 

## Tagok
- Francesca Merola
- Roberta Servelli
- Ivana Spagna (1983–1985)
- Angela Parisi (1983–1994)
- Antonella Pepe
- Annerly Gordon (1994–1995)

## Ismertebb lemezeik

### Kislemezek, maxik
- 1983 Happy Station
- 1983 Happy Station (Scratch Version)
- 1984 Color My Love
- 1984 Give Me Your Love / Tell Me
- 1984 Happy Station (Scratch Remix)
- 1985 Give Me Your Love / Sing Another Song
- 1985 Give Me Your Love (Remix) / Tell Me (Club Mix)
- 1985 Give Me Your Love (Special Remix) / Give Me Your Love (A capella) / Tell Me (Special Remix) / Color My Love – Happy Station (Megamix)
- 1985 Living In Japan / Sing Another Song
- 1986 Baila Bolero
- 1987 Could This Be Love
- 1987 Gimme Some Loving
- 1987 Mega Hit Mix / Baila Bolero (Remix)
- 1987 Mega Hit Mix (Edit) / Gimme Some Loving
- 1987 Mega Hit Mix / Give Up Your Fight
- 1989 Give Me Love
- 1994 I’m Needin’ You
- 2000 Baila Bolero 2000
- 2005 Happy Station (Rico Bass vs. Fun Fun)
- 2005 Happy Station (Remixes) (Rico Bass vs. Fun Fun)

## Albumok
- 1984 Have Fun
- 1987 Double Fun
- 1991 The Best Of (válogatás)
- 1994 Greatest Fun (The Best of) (válogatás)
- 1994 The Best of Fun Fun (válogatás)
- 1995 The Best of Fun Fun: Color My Love (válogatás)
- 2006 Have Fun And More (válogatás)

## Külső hivatkozások
- Videó: Happy Station
- Videó: Color My Love
- Videó: Give Me Your Love
- Videó: Baila Bolero